# Mineração de sal

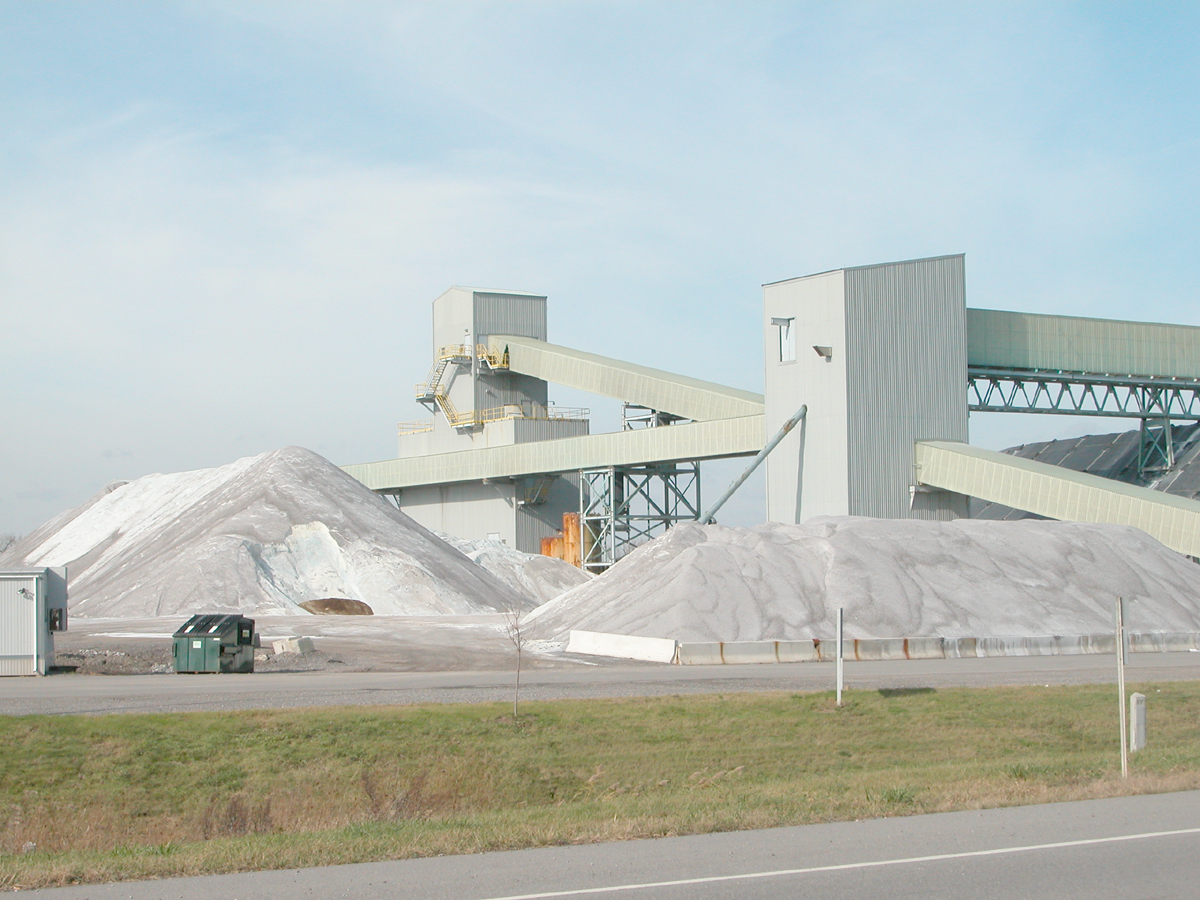
Mina de sal-gema moderna perto de Mount Morris, Nova Iorque

A mineração de sal extrai depósitos naturais de sal do subsolo. O sal extraído geralmente está na forma de halita (vulgarmente conhecido como sal-gema), e é extraído de formações evaporíticas.

## História

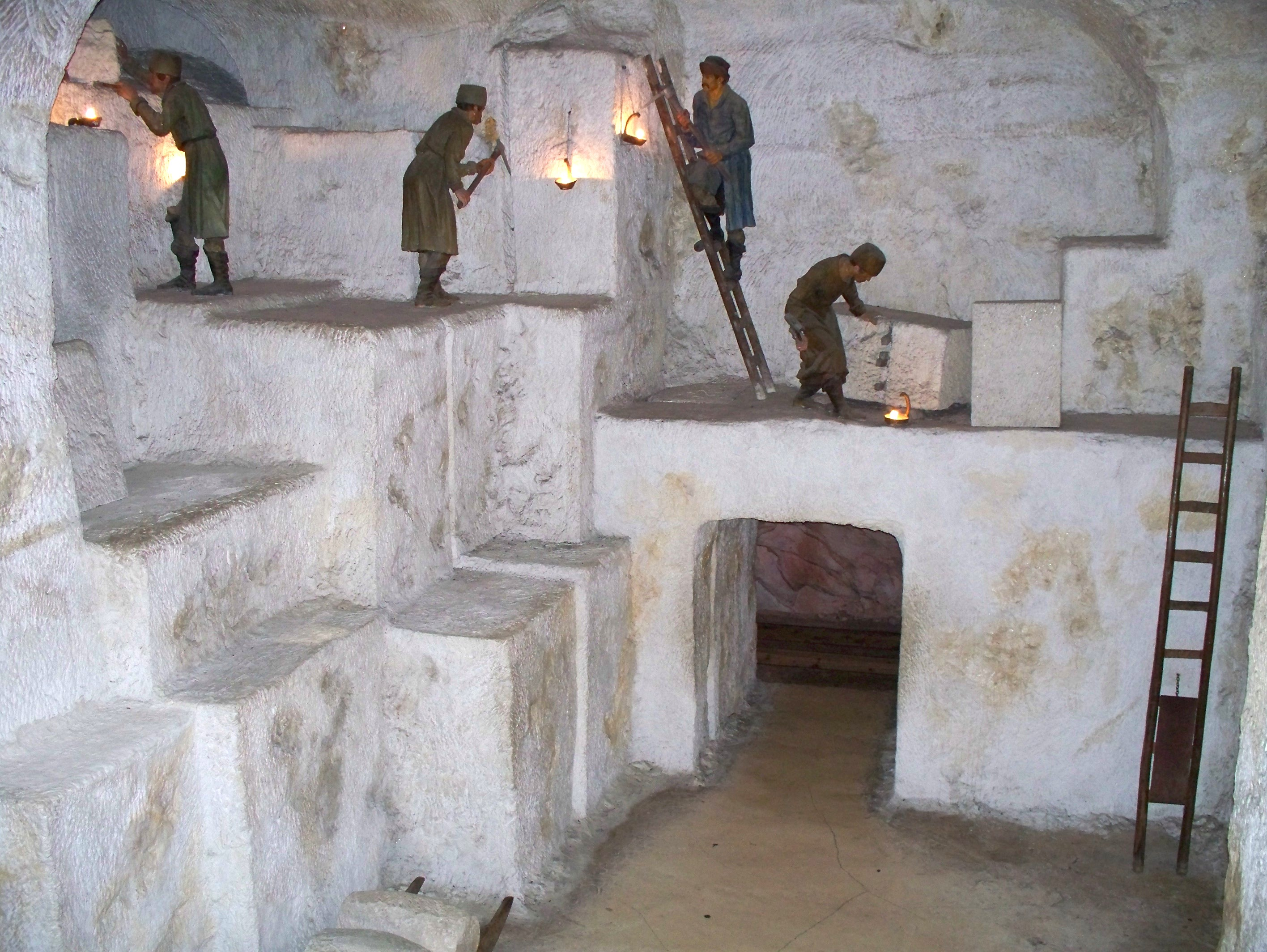
Diorama de uma mina de sal subterrânea na Alemanha

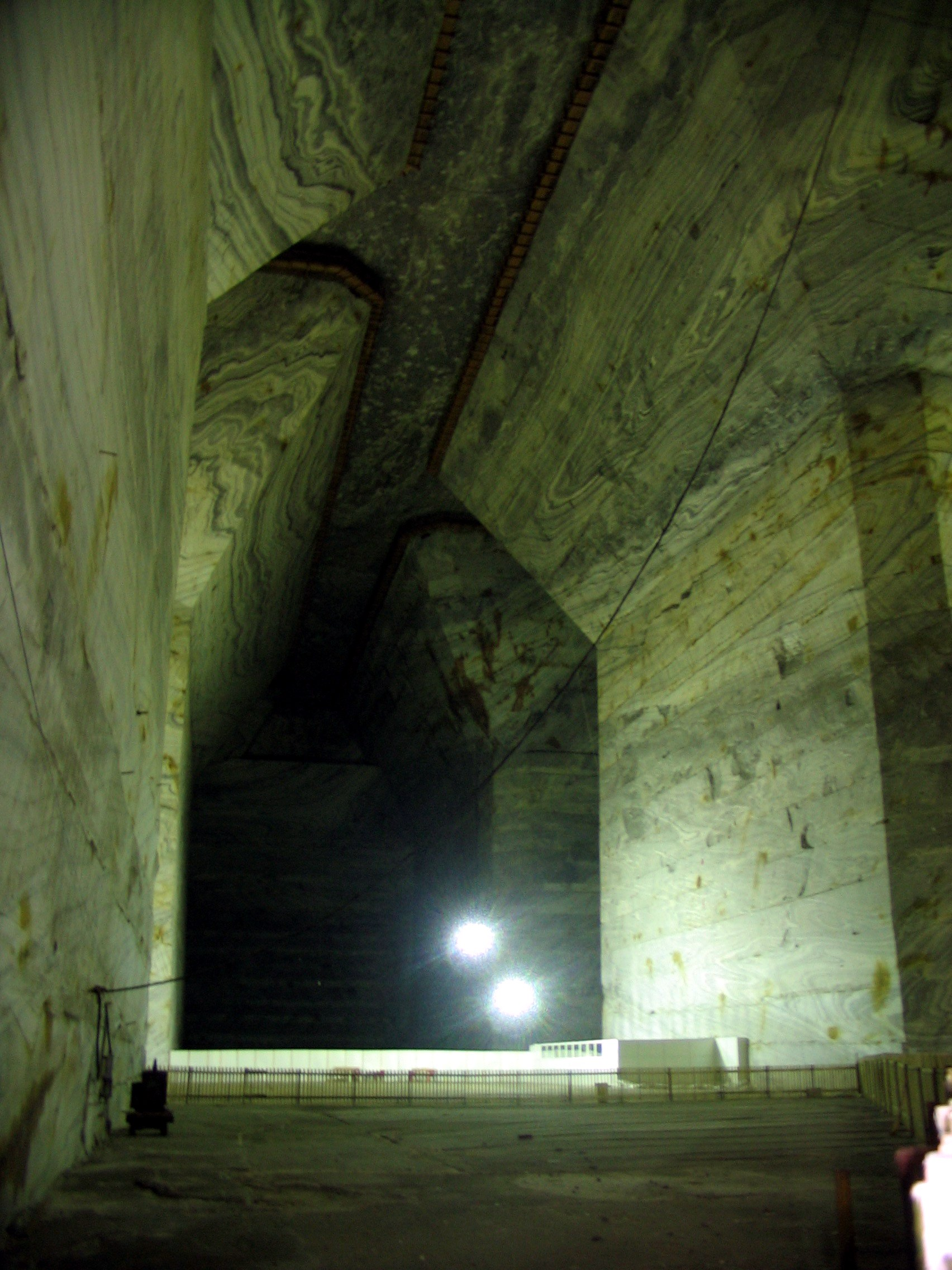
Dentro de Salina Veche, em Slănic, Prahova, Romênia. O corrimão (centro inferior) dá ao espectador uma ideia de escala

Antes do advento do moderno motor de combustão interna e dos equipamentos de terraplenagem, a mineração de sal era uma das operações mais caras e perigosas devido à rápida desidratação causada pelo contato constante com o sal (tanto nas passagens da mina quanto espalhado no ar como pó de sal) e de outros problemas causados pela ingestão excessiva acidental de sódio. O sal agora é abundante, mas até a Revolução Industrial, era difícil encontrar, e o sal era frequentemente extraído por escravos ou prisioneiros. A expectativa de vida dos mineiros era baixa.
A China antiga estava entre as primeiras civilizações do mundo com cultivo e comércio de sal extraído. Eles descobriram o gás natural pela primeira vez quando escavaram o sal-gema. O escritor, poeta e político chinês Zhang Hua, da dinastia Jin, escreveu em seu livro Bowuzhi como as pessoas em Zigong, Sujuão, escavavam gás natural e o usavam para ferver uma solução de sal-gema. Os antigos chineses gradualmente dominaram e avançaram as técnicas de produção de sal. A mineração de sal era uma tarefa árdua para eles, pois enfrentavam restrições geográficas e tecnológicas. O sal era extraído principalmente do mar, e as salinas nas áreas costeiras da China imperial tardia equivaliam a mais de 80% da produção nacional. Os chineses fizeram uso da cristalização natural de lagos salgados e construíram algumas bacias de evaporação artificiais perto da costa. Em 1041, durante a dinastia Song, um poço com um diâmetro do tamanho de uma bacia e várias dezenas de metros de profundidade foi perfurado para a produção de sal. No sudoeste da China, depósitos naturais de sal foram extraídos com perfurações que podiam atingir uma profundidade de mais de mil metros (3.300 pés), mas os rendimentos de sal eram relativamente baixos. Como o sal é uma necessidade da vida, a mineração de sal desempenhou um papel fundamental como uma das fontes mais importantes da receita do governo imperial chinês e do desenvolvimento do estado.
A maioria das minas de sal modernas são operadas de forma privada ou operadas por grandes empresas multinacionais, como K+S, AkzoNobel, Cargill e Compass Minerals.